# Megabeat
Megabeat fou un conjunt valencià de música electrònica i segell discogràfic (Megabeat Records) format per Fran Lenaers, Julio "Nexus" i Gani Manero aparegut a finals de 1989. El seu punt més àlgid se situa entre 1990 i 1991. També se'ls coneix per altres noms com Interfront, Invisible o Sun Corporation.
Megabeat va suposar una injecció d'aire renovador sobre els corrents eurobeat i ítalo house/spaghetti disco que predominaven a les discoteques espanyoles el 1990. D'ascendència techno/dancefloor, se'ls considera els pares del controvertit So de València. Entre les seves influències principals destaquen gèneres com l'EBM, el rock gòtic, el tecnopop, el new beat i el trance alemany de la primera època. També és remarcable la influència que van exercir sobre ells conjunts veterans com Kraftwerk i Front 242, i en diferent mesura un gran nombre de grups europeus de música electrònica que es començaven a obrir pas, sobretot per la zona valenciana, propiciant un panorama favorable a aquesta formació musical.
Malgrat els rumors i les llegendes que circulen al voltant d'aquest grup, cal aclarir que la seva música té poc o gens a veure amb el concepte actual del "So de València", estil que es va començar a massificar cap al 1992 i que va desembocar en el que avui en dia s'entén per bakalao o màquina (si bé aquestes etiquetes ja es feien servir el 1990 per a referir-se a qualsevol tipus de música electrònica aplicada a la pista de ball, independentment de l'estil).
És important assenyalar que, malgrat la seva curta carrera, Megabeat va llançar una trentena de discs al mercat sota diferents noms segons el tipus de producte, que anaven des de l'electrònica més melòdica fins a l'EBM passant pel techno més corporal, tot en una fusió molt personal que va quallar ràpidament al plats dels discjòqueis.
S'ha arribat a dir que l'obra de Megabeat va eclipsar els mateixos components del grup, tot esdevenint més popular la seva música que no pas el seu propi nom. Sigui com sigui, es tracta d'una figura clau que va absorbir i sintetitzar l'avantguarda europea per a introduir, a manera de repetidor, un nou camp a l'escena electrònica estatal i a tota una nova generació d'artistes i productors.

## Discografia bàsica[5]
- Interfront 1 (Strange)
- Interfront 2 (Destination)
- Interfront 3 (Strategy)
- Es imposible, no puede ser (Invisible 2)
- War!!
- Serie Megabeat (cinc discs)
- Fuego Camina Conmigo